# 作手
作手（つくて/さくて）とは、本来は田畠を耕作したり、手工業道具を用いて生産活動に従事する人（作り手）のこと、転じてその活動に関する権利のことも指すようになった。
田畠あるいは土地に関する「作手」の定義について、今日の耕作権あるいは占有権に過ぎないとする説と下級の所有権にあたるとする説がある。前者は名・名田を名主の所有地とみなしその下において実際の耕作にあたった人、もしくはそのために必要な耕作・占有の権利を「作手」とみなしたとする考えである。その中でも、作手は有期的なもの、永作手を無期限なものとして区別される。これに対して後者は名と名田は別のもので名は収納単位であるとする見方の登場と文献史料の分析によって作手と永作手の明確な区別がないことや作手が所領（土地）・領主（耕作者）と同一視されていることなどから発生した説で、下級所有権の一部であるため相伝・買得のみならず、開発による拡大や第三者への賃貸の権利を有していたとするものである。「作手」の元は律令国家で行われていた賃租が10世紀に請作化されていく中で、実際の従事者の権利者が強化されて作手となったと考えられ、その権利は相続・譲渡・売却の対象となり得た。荘園公領制の下でも国司や荘園領主は作手の権利を完全には排除することは出来ず、作手の権利を買い上げて自らの負所に再編成することで実際の耕作者である作手に対して強い統制を及ぼすことも行われた。
一方、手工業に従事する職人・手工業者を指して「作手」と呼ぶ場合もあり、掃部寮の下級職員に作手が8名いた事が知られている他、蔵人所や院庁・摂関家に属して供御人や寄人などの形で属する者もいた。こうした供御人や寄人の集団が後の座の元とになったとする見方がある。